# ليونارد فايرستون
ليونارد فايرستون هو ضابط ودبلوماسي وسياسي أمريكي، ولد في 10 يونيو 1907 في آكرون في الولايات المتحدة، وتوفي في 24 ديسمبر 1996 في Pebble Beach, California ‏ في الولايات المتحدة. نشط حزبياً في الحزب الجمهوري.